# Johann Anton Barvitius
Johann Anton Barvitius (dt. Barwitz) (seit den 1590er Jahren: Freiherr von Fernamont) (* um 1555 in den Niederlanden; † 1620 in Köln) war zunächst wittelsbacher Agent in Köln. Später trat er in den Dienst von Kaiser Rudolf II. Er war lange dessen enger Vertrauter. Darüber hinaus hatte er Kontakt zu Wissenschaftlern und Künstler. Auch trat er als Förderer kirchlicher Kunst auf.

## Familie
Seine familiären Hintergründe sind nicht ganz klar. Zeitgenössisch wurde er 1601 als Sohn eines tumpfaffen (Dompfaffe) aus Utrecht bezeichnet. Die in der älteren Literatur gemachten Angaben, die Familie stamme aus Piemont, dürfte falsch sein. Er selbst war zweimal verheiratet. In zweiter Ehe heiratete er 1597 Catharina Maria Freiin von Bailliencourt und Circelles, Herrin von Barlette und Douchy. Aus der Ehe ging der spätere Generalfeldzeugmeister und Landeshauptmann des Fürstentum Glogau Johann Franz Barvitius hervor.

## Leben
Er studierte in Frankreich Rechtswissenschaften und Eloquenz. Er schloss die Studien mit der Promotion (Dr. jur. et phil.) ab. Nach zeitgenössischen Berichten war er ein hervorragender Kenner der lateinischen Sprache.
Im Jahr 1575 ist er in Köln fassbar. Er war eifriger Katholik und war in Köln Mitglied der marianischen Kongregation der Jesuiten geworden. Dort war er als Nachrichtenagent für katholische Höfe insbesondere für die Wittelsbacher und für Kreise an der Kurie tätig. Er berichtete etwa frühzeitig über die geplante Konversion des Kurfürsten Gebhard Truchsess von Waldburg. Er spielte eine entscheidende Rolle als es darum ging Ernst von Bayern als Nachfolger für den abgesetzten Kurfürsten durchzusetzen.
Im Jahr 1583 ging Barvitius nach Bayern. Ein Jahr später war er im Auftrag der Wittelsbacher in Rom, um von Gregor XIII. zu erreichen, dass Ernst von Bayern, entgegen den Beschlüssen des Konzils von Trient, sowohl das Erzbistum Köln, wie auch die Bistümer Münster und Lüttich leiten konnte.
Zu Beginn des Jahres 1589 wechselte er an den Hof Rudolf II. nach Prag. Dort war er zunächst  Sekretär der lateinische Expedition der Reichshofkanzlei. Kurze Zeit später war er auch zuständig für die geheime kaiserliche Hauskorrespondenz und Sekretär des geheimen Rates. Diesem gehörte er selbst seit faktisch seit 1601 an, obwohl die offizielle Ernennung erst 1608 erfolgte. Zwischen 1593 und 1607 war er auch Mitglied des Reichshofrates.
Seine fachlichen Kenntnisse und seine Persönlichkeit waren Gründe dafür, dass der Kaiser ihm sein Vertrauen schenkte. Seit 1594 war er mit einigen Unterbrechungen bis zum Tod des Kaisers der wohl engste Vertraute von Rudolf II. Dieser hat ihn mit dem Prädikat Fernemont geadelt. Der Salzburger Erzbischof Wolf Dietrich von Raitenau urteilte: "Barvitio regiert alles."
Welchen Einfluss auf bestimmte Entscheidungen er tatsächlich hatte, ist oft nur schwer zu belegen. Seine streng katholische Grundhaltung ist dabei klar. Er versuchte den wachsenden Einfluss des Herzogs Heinrich Julius von Braunschweig zu begrenzen. Ein klares politisches Konzept hatte er wohl nicht. Im Jahr 1609 war er zusammen mit Erzherzog Leopold zuständig für die Untersuchungen im Zusammenhang mit der so genannten Frankfurter Rabbinerverschwörung.
Er musste die schwierige Persönlichkeit Rudolfs beachten und verlor auch seine eigene Interessen nicht aus dem Blick. Von Bittstellern wurde seine Zuverlässigkeit gerühmt. Dabei ließ er sich für seine Unterstützung gut bezahlen. Nach dem Tod Rudolfs übernahm ihn Kaiser Matthias 1612 in seinen geheimen Rat. Zusammen mit dem Reichsvizekanzler Hans Ludwig von Ulm vertrat er eine strikt katholische Position. Damit stand er im Gegensatz zu Kardinal Melchior Khlesl. Gerade wegen seiner katholischen Haltung wurde er auch von Ferdinand II. geschätzt.
Neben seinen Amtsgeschäften hatte Barvitius engen Kontakt zu verschiedene Gelehrten und Dichtern, die damals in Prag lebten. Einige von ihnen widmeten ihn wie die Dichterin Elisabeth Jane Weston widmeten ihm Werke. Er brachte Tycho Brahe in Prag unter. Johannes Kepler widmete ihm das Werk De Jesu Christi anno natalitio. Anlässlich seiner Heirat 1597 erschien ihm zu Ehren eine Sammlung Beiträgen verschiedener Dichter. Auch Humanisten außerhalb Prags standen mit ihm in Verbindung und widmeten ihm Werke. Er selbst hat sich selbst als Autor versucht. Zu Gunsten verschiedener Kirchen und katholischer Institutionen in Prag trat er als Stifter von religiösen Statuen oder Altären.